# Unitat d'anàlisi
La unitat d'anàlisi és l'entitat que emmarca allò que s'està mirant en un estudi, o és l'entitat que s'està estudiant en el seu conjunt. En la investigació en ciències socials, a nivell macro, la unitat d'anàlisi més referenciada, considerada com a societat, és l'estat (polity) (és a dir, país). A nivell meso, les unitats comunes d'observació inclouen grups, organitzacions i institucions, i a nivell micro, persones individuals.

## Unitat d'anàlisi vs nivell d'anàlisi
La unitat d'anàlisi està estretament relacionada amb el terme nivell d'anàlisi, i alguns estudiosos els han utilitzat de manera intercanviable, mentre que d'altres defensen la necessitat de distinció. Ahmet Nuri Yurdusev va escriure que "el nivell d'anàlisi és més una qüestió relacionada amb el marc/context de l'anàlisi i el nivell en què es realitza l'anàlisi, mentre que la qüestió de la unitat d'anàlisi és una qüestió de l'"actor" o l'"entitat" a estudiar". Manasseh Wepundi va assenyalar la diferència entre "la unitat d'anàlisi, és a dir, el fenomen sobre el qual s'han de fer generalitzacions, el que representa cada "cas" del fitxer de dades i el nivell d'anàlisi, és a dir, la manera en què les unitats d'anàlisi es pot ordenar en un continu des dels nivells molt petits (micro) fins a molt grans (macro).

## Unitat d'anàlisi vs unitat d'observació
Tampoc s'ha de confondre la unitat d'anàlisi amb la unitat d'observació. La unitat d'observació és un subconjunt de la unitat d'anàlisi. Un estudi pot tenir una unitat d'observació i una unitat d'anàlisi diferents: per exemple, en la investigació comunitària, el disseny de la investigació pot recollir dades a nivell d'observació individual, però el nivell d'anàlisi pot ser a nivell de barri, dibuixant conclusions sobre les característiques del barri a partir de dades recollides de persones. En conjunt, la unitat d'observació i el nivell d'anàlisi defineixen la població d'una empresa de recerca.

## Els països com a unitats d'anàlisi
La teoria de la dependència i l'anàlisi dels sistemes-món van qüestionar la idea que els països són societats o unitats aïllades que es desenvolupen per etapes des de l’agricultura a la indústria, de l’autoritarisme a la democràcia, del subdesenvolupament al progrés, basant-se en evidències històriques. El desenvolupament d’una divisió internacional del treball (economia mundial) revela factors causals que determinen els canvis interns dels països, mostrant que els països s’integren en una societat o sistema social històric més gran amb patrons sistèmics que expliquen la desigualtat global. 